# 페르세폴리스
페르세폴리스(페르시아어: تخت جمشید)는 고대 페르시아 아케메네스 왕조의 수도이다. 현재 이란 시라즈에서 북동쪽으로 40km가량 떨어진 곳에 있는 고고 유적지이다. 고대 페르시아인들은 이 도시를 페르시아인들의 도시라는 뜻의 ‘파르사’로 불렸는데, 이를 그리스인들이 그리스어로 옮기면서 ‘페르세’(Περσες ,페르시아인들)와 ‘폴리스’(πόλις, 도시)로 불렀고 그 이름이 지금까지 내려오고 있다.

## 역사
현대 고고학자들에 따르면 페르세폴리스는 기원전 518년부터 건설되었다고 한다. (메소포타미아 관련 유적이 있는 것으로 보아 건설 연대가 그이전일 가능성이 높다.) 최초로 이 도시를 정한 것은 키루스 2세이지만 다리우스 1세부터 궁전과 테라스 등을 본격적으로 건설하기 시작하여 그의 아들 크세르크세스 1세가 완성하였다. 아케메네스 왕조가 끝날 때까지 부분적으로 공사가 끊이질 않았다.
기원전 333년경 마케도니아 왕국의 알렉산드로스 대왕이 페르시아를 침입했을 때 페르세폴리스는 최후를 맞았다. 알렉산드로스는 페르세폴리스로 쳐들어가 몇 달간 보물을 모두 약탈하고 도시를 폐허로 만들 것을 명령했고 크세르크세스 1세의 궁전은 잿더미로 변했다. 이것은 페르시아의 크세르크세스 1세가 그리스-페르시아 전쟁 당시 아테네의 아크로폴리스를 불태운 일에 대한 복수로 보인다. 페르세폴리스는 알렉산드로스의 사후 셀레우코스 왕조 치하의 페르시아에서도 여전히 수도로 있었으나 점차 폐허로 변했다.

## 유적
1971년 이란 정부는 이란(페르시아) 왕조 창건 2,500주년 기념식을 이곳에서 거행했고, 1979년 유네스코는 이곳을 세계유산으로 지정했다.

## 같이 보기
- 베히스툰 비문
- 이스타크르
- 이란의 세계유산
- 파사르가다에
- 페르세폴리스 (만화)
- 페르세폴리스 FC